# 가미노촌 (니가타현)
가미노촌(上能生村)은 니가타현 니시쿠비키군에 설치되었던 촌이다. 현재의 이토이가와시에 해당한다.